# 凯奇 (巴登-符腾堡州)
凯奇（德語：Ketsch，發音：[kɛtʃ] ⓘ）是德国巴登-符腾堡州卡尔斯鲁厄行政区莱茵-内卡县的市镇，面积16.52平方千米，2023年12月31日人口为13,141人。